# 奥道後玉川県立自然公園
奥道後玉川県立自然公園（おくどうごたまがわけんりつしぜんこうえん）は、愛媛県指定の自然公園。松山市と今治市を含む地域で、1962年（昭和37年）3月9日に指定された。面積は7,750ha。

## 概要
松山市石手川上流域を中心とし、高縄山系及び今治市玉川町楢原山付近一帯を含む地域に設定されている。
この公園の自然公園としての価値は、松山市湯山の奥道後温泉及び今治市玉川町楠窪の鈍川温泉に湧出する鉱泉群と石手川、蒼社川の両渓谷の変化に富んだ景観、並びに高縄山をはじめとする区域内諸峰からの展望景観である。